# داي لورانس
داي لورانس (بالإنجليزية: Dai Lawrence)‏ (18 يناير 1947 بسوانزي في المملكة المتحدة - 21 يوليو 2009 بسوانزي في المملكة المتحدة) هو لاعب كرة قدم ويلزي في مركز الدفاع. لعب مع سوانزي سيتي ونادي ميرثير تيدفيل ‏ ونادي تشيلمسفورد.